# Renaison
Renaison település Franciaországban, Loire megyében. Lakosainak száma 3220 fő (2022. január 1.). Renaison Saint-Haon-le-Vieux, Arcon, Les Noës, Pouilly-les-Nonains, Saint-André-d’Apchon, Saint-Haon-le-Châtel, Saint-Rirand és Saint-Romain-la-Motte községekkel határos.

## Népesség
A település népessége az elmúlt években az alábbi módon változott:
| Lakosok száma | 1780 | 2251 | 2563 | 2834 | 2977 | 3046 | 3143 | 3198 | 3209 | 3220 |
|               | 1968 | 1982 | 1990 | 2006 | 2013 | 2015 | 2017 | 2019 | 2020 | 2022 |